# M. Rappaport
M. Rappaport (zm. 1942 w getcie krakowskim) – polski  doktor prawa i filozofii, matematyk amator – żydowskiego pochodzenia.
Autor przybliżonej metody (konstrukcji) podziału kąta na trzy części za pomocą linijki (niepodzielonej) i cyrkla znanej jako "Metoda Rappaporta". Sam problem matematyczny jest nierozwiązywalny, ale "Metoda Rappaporta” pozwoliła na uzyskanie najbardziej przybliżonego w tamtych czasach wyniku.

## Życiorys
W czasie II wojny światowej Rapaport był więźniem getta krakowskiego. Tam poznał kierownika Apteki pod Orłem, Tadeusza Pankiewicza, za którego pośrednictwem chciał wysłać „list polecony do Genewy lub do ambasady szwajcarskiej w Berlinie” ze swoją metodą. Wysłanie listu w tamtych warunkach było niewykonalne, ale Pankiewicz umożliwił mu dwukrotne spotkanie z prof.  Tadeuszem Ważewskim (dla Ważewskiego było to bardzo ryzykowne bowiem już wcześniej był więźniem niemieckiego obozu koncentracyjnego). Rappaport zginął w 1942 r.,  w wieku sześćdziesięciu-kilku lat podczas czerwcowej akcji deportacyjnej. 
Po wojnie "Metoda Rappaporta” został opublikowana przez prof. Ważewskiego  w ukazującym się w języku francuskim roczniku Polskiego Towarzystwa Matematycznego.